# Argiope possoica
Argiope possoica là một loài nhện trong họ Araneidae.
Loài này thuộc chi Argiope. Argiope possoica được Anna Maria Sibylla Merian miêu tả năm 1911.